# Microtus majori
Microtus majori es una especie de roedor de la familia Cricetidae.

## Distribución geográfica
Se encuentra en Turquía. 